# Чаа-Холь (река)
Чаа-Холь — река в России, протекает по территории Улуг-Хемского и Чаа-Хольского кожуунов Тувы. Общая протяжённость реки составляет 90 км. Площадь водосборного бассейна насчитывает 1730 км².
Начинается на северном склоне Западного Танну-Ола между горами Тынды-Ула и Хуле-Бажи. Течёт в северном направлении по долине, поросшей лиственничным лесом в верховьях и по степи в низовьях. В среднем течении делится на несколько проток. Впадает в реку Енисей на расстоянии 3315 км от устья. Высота устья — 540 м над уровнем моря.
На реке стоят сёла Ак-Дуруг, Булун-Терек и Чаа-Холь. На берегу реки находится памятник буддийского искусства XIII века.

## Притоки
Объекты перечислены по порядку от устья к истоку.
- 34 км: Ак-Хем[5] (лв)
- 42 км: Хожей[5] (лв)
- 54 км: Сайлыг-Хем[3] (пр)
- Хор-Хем[3] (лв)
- Балдырган[3] (пр)
- Дора-Кара-Суг[3] (лв)
- Малгаштыг-Кара-Суг[3] (пр)
- Поссуг-Хем[3] (лв)
- Терентыг-Хем[3] (пр)
- Кара-Балык[3] (лв)

## Данные водного реестра
По данным государственного водного реестра России относится к Енисейскому бассейновому округу, водохозяйственный участок реки — Енисей от истока до Саяно-Шушенского г/у, речной подбассейн реки — Енисей между слиянием Большого и Малого Енисея и впадением Ангары. Речной бассейн реки — Енисей.
Код объекта в государственном водном реестре — 17010300112116100008577.